# Јан Јискра
Јан Јискра (око 1400. - око 1469) је био вођа чешких плаћеника из 15. века. Учесник је Хуситских ратова у Чешкој и борби око угарске круне.

## Младост
Јан Јискра је рођен у чешком граду Брандису на Орлици. Потиче из моравске породице које су управљале Брандисом. Јискра је младост провео у Чешкој и у Италији где је учествовао у ратовима на страни Млетачке републике. Узео је учешћа у Хуситским ратовима борећи се на страни Жигмунда Луксембуршког у бици код Липанија 1434. године. У овој бици је погинуо вођа таборита, Прокоп Велики, а Хуситима је задат велики ударац. Краљица Елизабета Луксембуршка позвала га је да са својим плаћеницима 1440. године обезбеђује крунисање Ладислава V за краља. У априлу 1440. Угарску стигао и пољски краљ Владислав III. Државни сабор је 29. јуна прогласио да је крунисање малог Ладислава V било неважеће, због тога што је изостала сагласност сталешке скупштине. Острогонски надбискуп Сечи је пристао да крунише и јагелонског кандидата и Владислав III је 17. јула крунисан за угарског краља као Владислав I. Пошто је круна Светог Стефана била у рукама краљице Елизабете, крунисање Владислава је обављено круном скинутом са реликвијара Светог Стефана Угарског. Користећи се хуситском тактиком Јан је за кратко време окупирао Љевочу, Бардјејов, Кремњицу, Бањску Штјавњицу, Прешов и Кежмарок. Прекинуо је Владиславову везу са Пољском и ковао је новац са ликом Ладислава. Јанови људи граде низ тврђава у Горњој Угарској којима су бранили земљу од непријатеља. Наметнуо је порезе сељацима и довео у Чешку и Моравску занатлије који су радили на изградњи двораца.
Након Елизабетине смрти Јискра је наставио рат против Фридриха III све о склапања примирја 1443. године. Јискра је 1445. године изабран за капетана Горње Угарске. У међувремену, Јискрини плаћеници пустоше северне делове данашње Словачке и приморавају католичке свештенике да примењују хуситске обреде. Регент Јанош Хуњади покренуо је рат против Јискре. Сукоб је завршен примирјем у Мезокевезду марта 1450. године. Јискра је остао у земљи, али је неколико чешких банди морало напустити земљу. Јискра није поштовао примирје те је Хуњади поново повео борбу и одузео му велике делове Горње Угарске. Јискри је остала Јегра. Морао је положити заклетву верности круни. Јискри су одузети поседи 1452. године због тога што није присуствовао дијету. Већина његових територија предата је Улриху II Цељском. Јискра је напустио земљу.

## Борба против Матије Корвина
Матија Корвин је био први припадник племства постављен на угарски престо. Михаљ Силађи послао је Јана Витеза у Праг како би преговарао о ослобађању Матије са Јиржијем Побједарским. Побједарски је ослободио Матију. Одредио га је за мужа своје ћерке Катарине. Откуп је износио 60.000 златних форинти. Матија је предат у Стражници 9. фебруара. Пет дана касније ушао је у Будим. Међутим, није крунисан јер се угарска круна већ неколико деценија налазила код Фридриха III, цара Светог римског царства. Јан Јискра је први устао против новог краља. Угарску круну понудио је Казимиру IV Пољском, али је пољски Сејм одбацио његову понуду. Матијин командант Себастијан Розгони поразио је Јискру код Шарошпатака, али је османска инвазија на Србију приморала Матију да закључи мир са Чесима. Јиржи је крунисан за чешког краља.
Матијин први дијет сазван је у Пешти маја 1458. године. Донета је одлука да се дијети сазивају једном годишње. Током Матијине владавине сазвано је више од 25 дијета, нарочито између 1458. и 1476. године. Дијет је био под контролом барона које је Матија именовао и разрешавао по жељи. Матијини приходи износили су око 250.000 златних форинти годишње када је отпочела његова владавина. Уредбом која је донета на дијету из 1458. године забрањено је наметање ванредних пореза. Дозвољен је једино порез од једне златне форинте коју је свако домаћинство плаћало. Османлије августа 1458. године освајају тврђаву у Голупцу у Србији. Матија је наредио општу мобилизацију. Османлије су поражене у мањим сукобима. Босански краљ Стефан Томашевић прихватио је врховну Матијину власт.
На прелазу из 1458. у 1459. годину Матија је сазвао дијет у Сегедину ради припрема за нови рат против Османлија. Међутим, гласине о државном удару приморале су га да се врати у Будим. Вести су биле истините јер се барем 30 барона спремало да изда краља и понуди трон цару Фридриху. Иако су заједничке трупе немачког цара и побуњених господара поразиле краљевску војску код Керменда (27. март 1459), један од вођа, Ладислав Гараи, је умро, а Никола Ујлаки је ступио у преговоре са Корвином. Чарке дуж западне границе Угарске трајале су неколико месеци спречавајући Матију Корвина да пружи војну помоћ Томашевићу против Турака. Падом Смедерева (29. јун) окончано је османско освајање Србије.
Јан Јискра се заклео на верност цару Фридриху 10. марта 1461. године. Папа Пије II је понудио да посредује у склапању споразума између цара и Корвина. Јиржи Подјебрадски је понудио своју помоћ. Царски представници и угарски краљ потписали су примирје у Оломоуцу априла 1460. године. Папа је убрзо понудио финансијску подршку за рат против Турака. Међутим, Јискра се вратио из Пољске како би обновио борбу са чешким плаћеницима. Матија је освојио новоизграђену тврђаву од Чеха, али их није могао натерати на послушност. Његова петомесечна кампања финансирана је увођењем ванредних пореза у Горњој Угарској. Корвин склапа савез са царевим братом, бунтовним надвојводом Албертом VI Аустријским. Подјебрадски је пришао цару, иако се његова ћерка удала за Матију Корвина 1. маја 1461. године. Односи између Корвина и његовог таста погоршали су се због континуираног присуства чешких плаћеника у Горњој Угарског. Средином 1461. Корвин је покренуо нови поход на Чехе (уводећи ванредне порезе), али је он завршен неуспехом.
Изасланици Матије Корвина и цара Фридриха склопили су примирје 3. априла 1462. године. Према споразуму, цар је био у обавези да врати угарску круну за 80.000 златних форинти. Остало му је право да носи титулу краља Угарске заједно са Матијом Корвином. Царев син имао би да наследи угарског краља уколико умре без деце. У року од месец дана Јискра се предао и вратио сва утврђења у Горњој Угарској. Као накнаду добио је велики домен у области Тисе и 25.000 златних форинти. Од Јискриних плаћеника Матија је почео да организује професионалну војску познату као "Црна армија".
Година Јискрине смрти није позната. Последњи пут се помиње у изворима 1467. године као командант краљеве војске против Стефана III Молдавског.